# Pantydia dufayi
Pantydia dufayi là một loài bướm đêm trong họ Erebidae.